# Classe Trafalgar (sottomarino)
La classe Trafalgar è una classe di sottomarini nucleari della Royal Navy britannica, entrati in servizio dai primi anni '80; sono un miglioramento dei precedenti sottomarini appartenenti alla Classe Swiftsure. Ordinati in 7 esemplari, i Trafalgar rappresentano la terza generazione di SSN britannici; l'unità capoclasse è stata varata nel 1981 ed è entrata in servizio nel 1983. Con l'ingresso in servizio delle unità classe Astute, ne è previsto il graduale ritiro entro il 2022.

## Il progetto
Proseguendo nel programma di aggiornamento della tecnologia base britannica, con piccoli passi, conservazione delle caratteristiche più soddisfacenti e miglioramenti in settori che lo richiedano. I Trafalgar sono derivati dagli Switsure, ma fin dall'inizio dotati di sonar 2020 a scafo, sonar rimorchiati, pannelli assorbitori di onde acustiche, siluri Mk 24, poi integrati dai formidabili ma problematici Spearfish.
La struttura interna è sempre la stessa del tipico SSN. A prua, il comparto per il grande sonar a bassa frequenza, subito dopo il comparto siluri e a seguire, all'incirca a mezza nave, la centrale di combattimento e sopra di essa la vela, con i timoni. Di seguito altri alloggi e stive varie, mensa e magazzini. L'ultimo terzo abbondante dello scafo è per il reattore nucleare, seguito da 2 turbine sullo stesso asse portaelica, la quale, all'estrema poppa è circondata da impennaggi cruciformi.
Essi sono stati dotati, come anche gli Switsure, di una pompa ad idrogetto al posto dell'elica convenzionale, alfine di aumentare l'efficienza e diminuire il rumore, anche se a scapito della manovrabilità. Dei Trafalgar "migliorati", altri 6, hanno praticamente sostituito gli Switsure dalla fine degli anni '80.

## Unità
| Pennant number | Nome      | Scafo | Costruttori scafo                  | Ordinata          | Impostata       | Varata           | Accettata in servizio | Entrata in servizio | Costo stimato di costruzione | Radiazione      |
| -------------- | --------- | ----- | ---------------------------------- | ----------------- | --------------- | ---------------- | --------------------- | ------------------- | ---------------------------- | --------------- |
| S107           | Trafalgar | 1     | Vickers Shipbuilding & Engineering | 7 aprile 1977     | 25 aprile 1979  | 1º luglio 1981   | 13 luglio 1983        | 27 maggio 1983      | £                            | 4 dicembre 2009 |
| S87            | Turbulent | 2     | Vickers Shipbuilding & Engineering | 28 luglio 1978    | 8 maggio 1980   | 1º dicembre 1982 | 30 luglio 1984        | 28 aprile 1984      | £160,000,000                 | 14 luglio 2012  |
| S88            | Tireless  | 3     | Vickers Shipbuilding & Engineering | 5 luglio 1979     | 6 giugno 1981   | 17 marzo 1984    | 30 ottobre 1985       | 5 ottobre 1985      | £                            | 19 giugno 2014  |
| S90            | Torbay    | 4     | Vickers Shipbuilding & Engineering | 26 giugno 1981    | 3 dicembre 1982 | 8 marzo 1985     | 2 marzo 1987          | 7 febbraio 1987     | £175,000,000                 | 14 luglio 2017  |
| S91            | Trenchant | 5     | Vickers Shipbuilding & Engineering | 22 marzo 1983     | 28 ottobre 1985 | 3 novembre 1986  | 7 febbraio 1989       | 14 gennaio 1989     | £                            | 20 Maggio 2022  |
| S92            | Talent    | 6     | Vickers Shipbuilding & Engineering | 10 settembre 1984 | 13 maggio 1986  | 15 aprile 1988   |                       | 12 maggio 1990      | £                            | 20 Maggio 2022  |
| S93            | Triumph   | 7     | Vickers Shipbuilding & Engineering | 3 gennaio 1986    | 2 febbraio 1987 | 16 febbraio 1991 |                       | 12 ottobre 1991     | £                            | 21 luglio 2025  |